# Acifran
El acifran es un agonista del  receptor niacina.